# Богдан Сакович
Богдан Андрійович (Андрушкович) Сакович гербу Помян (пом. 1491) — державний діяч, дипломат Великого князівства Литовського, маршалок господарський (1463—1477), намісник полоцький (1477—1484), Маршалок земський литовський (1480—1490), Троцький воєвода (1484—1490); староста браславський (1463—1474), мядельський (1474).

## Життєпис
Народився Богдан приблизно в кінці другої чверті XV століття, був найстаршим сином намісника полоцького та смоленського Андрія Станіславович Саковича. Мав братів Юрія та Михайла і сестру Ганну.
Вперше згадується як придворний князя серед полонених, захоплених Тевтонським орденом 1454 року під час Хойницької битви: лат. Bohdanus, heres de Wyaszenya, domini regis cubicularius («Богдан, спадкоємець В'язиня, камергер пана господаря»).
Богдан Сакович був одним із найвпливовіших представників литовської знаті наприкінці правління Казимира Ягеллончика. Протягом життя він займав низку високих і відповідальних посад. У 1463—1474 роках виконував обов'язки старости браславського, одночасно протягом 1463—1477 років був маршалком господарським (двірським) князя. Після батька був старостою мядельським (згадується 1474 року). Протягом 1477—1484 років займав посаду намісника полоцького. 1480 року був призначений маршалком земським литовським, а у вересні 1484 року — Троцьким воєводою.
Часто Саковичу довірялися важливі дипломатичні місії: як намісник полоцький у 1473—1474 роках брав участь у переговорах з тевтонськими лицарями щодо укладення вічного миру та щодо розмежування з Лівонією; від імені польського короля та великого князя цього ж року здійснив посольство до Кримського ханства; у 1474 і 1482 роках їздив послом до Московського князівства; 1487 року знову входив до литовської делегації на перемовинах із орденом.
Після розорення Києва 1482 року кримцями, Сакович вже на посаді Троцького воєводи 1485 року очолив посполите рушення, яке повинне було охороняти південні кордони та відбудувати київський замок. Входив до обмеженого кола еліти — панів-ради, яка через часту відсутність короля керувала Великим князівством Литовським. Зокрема, він брав участь у засіданнях королівсько-князівської ради щодо турецько-молдавських справ у зв'язку з триваючою польсько-турецькою війною 1485—1503 років.
Помер між січнем і квітнем 1491 року.

## Маєтності та фундації
Після смерті батька 1465 року отримав третину його маєтку, зокрема землі у Груздовому Ошмянського повіту. Володів частиною В'язиня, ймовірно, успадкувавши її після смерті брата Михайла разом із маєтками Іллею та Селищем. Також володів Неменчином, Довгиново, Мяделем. Близько 1472 року отримав у спадщину частину маєтностей від бездітного дядька Василя .
15 жовтня 1475 року зробив надання парафіяльному костелу в Груздовому, фундатором якого був його батько.

## Сім'я
Ім'я та походження дружини невідомі. 1492 року вона згадується як удова, ще була живою 1502 року. Вони мали доньку Ельжбету — дружину спочатку віленського каштеляна Войцеха Монивида, потім троцького та віленського воєводи, великого канцлера литовського Миколая Радзивілла.